# Ramón Gabilondo
Ramón Gabilondo Alberdi (Eibar, 15 marzo 1913 – Madrid, 16 settembre 2004) è stato un calciatore e allenatore di calcio spagnolo.
In attività giocava nel ruolo di difensore. 
Con l'Atlético vinse due campionati (1940, 1941) e una coppa Eva Duarte.